# Coupe du monde de ski acrobatique 1991-1992
Navigation
Édition précédente Édition suivante
La Coupe du monde de ski acrobatique 1991-1992 est la treizième édition de la Coupe du monde de ski acrobatique organisée par la Fédération internationale de ski. Elle inclut quatre épreuves : les bosses, le saut acrobatique, le ballet et le combiné, une combinaison des trois autres.
 
La suisse Conny Kissling conserve son titre, le dixième consécutif, alors que l'américain Trace Worthington remporte son premier. 

## Déroulement de la compétition
La saison est composée de onze étapes, trois en Amérique du Nord, six en Europe et deux en Asie, et se déroule du 2 décembre 1991 au 14 mars 1992. Pour chacune d'entre elles, pour les femmes comme pour les hommes, il y a trois épreuves et quatre podiums : le saut acrobatique, le ski de bosses, le ballet (ou acroski) et le combiné qui est la combinaison des résultats des trois autres. Le programme de la station de Morzine est incomplet puisque seules les épreuves de skis de bosse peuvent avoir lieu. Elles sont complétées par des épreuves supplémentaire à Breckenridge pour le ballet et Madarao pour le saut acrobatique. Les femmes bénéficient également d'une épreuve de saut à ski supplémentaire à Montréal en janvier.
La saison est interrompue en février par les Jeux olympiques d'Albertville où le ski acrobatique est épreuve officielle pour la première fois. Seule l'épreuve de bosses est retenue comme épreuve olympique, le ballet et le saut acrobatique restent sport de démonstration comme à Calgary (le ballet disparaîtra par la suite du programme, mais le saut acrobatique deviendra discipline officielle dès l'édition suivante à Lillehammer). Ainsi la communauté du ski acrobatique atteint, après douze ans d'effort, un des objectifs au moment de son passage sous le giron de la Fédération internationale de ski en 1980.
Nonuple tenante du titre, la suisse Conny Kissling conserve une neuvième fois son titre. Il s'agit de son dernier avant l'arrêt de sa carrière, et vingt-huit ans après son record de dix titres tient toujours. Chez les hommes l'américain Trace Worthington profite du retrait de la compétition du français Éric Laboureix (cinq fois champions lors des six saisons précédentes) pour remporter son premier titre.
| \| Blackcomb Breckenridge Montréal Lake Placid \| Sites des compétitions de ski acrobatique en Amérique du Nord |
| Blackcomb Breckenridge Montréal Lake Placid                                                                     |

| Blackcomb Breckenridge Montréal Lake Placid |

| \| Tignes Zermatt Piancavallo Morzine Oberjoch Altenmarkt \| Sites des compétitions de ski acrobatique dans les Alpes |
| Tignes Zermatt Piancavallo Morzine Oberjoch Altenmarkt                                                                |

| Tignes Zermatt Piancavallo Morzine Oberjoch Altenmarkt |

| \| Inawashiro Madarao \| Sites des compétitions de ski acrobatique au Japon |
| Inawashiro Madarao                                                          |

| Inawashiro Madarao |

| \| Blackcomb Breckenridge Montréal Lake Placid \| Sites des compétitions de ski acrobatique en Amérique du Nord |
| Blackcomb Breckenridge Montréal Lake Placid                                                                     |

| Blackcomb Breckenridge Montréal Lake Placid |

| \| Tignes Zermatt Piancavallo Morzine Oberjoch Altenmarkt \| Sites des compétitions de ski acrobatique dans les Alpes |
| Tignes Zermatt Piancavallo Morzine Oberjoch Altenmarkt                                                                |

| Tignes Zermatt Piancavallo Morzine Oberjoch Altenmarkt |

| \| Inawashiro Madarao \| Sites des compétitions de ski acrobatique au Japon |
| Inawashiro Madarao                                                          |

| Inawashiro Madarao |

## Classements

### Général
| Rang | Nom               | Points |
| ---- | ----------------- | ------ |
| 1    | Trace Worthington | 51.00  |
| 2    | Youri Gilg        | 33.00  |
| 3    | David Belhumeur   | 33.00  |
| 4    | Hugo Bonatti      | 33.00  |
| 5    | Edgar Grospiron   | 25.00  |

| Rang | Nom              | Points |
| ---- | ---------------- | ------ |
| 1    | Conny Kissling   | 22.00  |
| 2    | Maja Schmid (pl) | 15.00  |
| 3    | Jilly Curry      | 13.00  |
| 4    | Donna Weinbrecht | 12.00  |
| 5    | Kristean Porter  | 11.00  |

### Saut acrobatique
Troisième en 1990 puis seconde lors de la saison précédente, l'australienne Kirstie Marshall remporte cette fois le titre féminin de saut acrobatique en gagnant la moitié des douze épreuves. Depuis la création de la coupe du monde de la FIS en 1980, c'est la première fois qu'un titre est remporté par un athlète qui n'est ni européen ni nord-américain. Chez les hommes le canadien Philippe LaRoche conserve son titre acquis lors de la saison précédente avec sept podiums dont quatre victoires (en onze épreuves). À noter que les femmes bénéficient par rapport aux hommes d'une épreuve supplémentaire à Montréal le 16 janvier.
| Rang | Nom                 | Points |
| ---- | ------------------- | ------ |
| 1    | Philippe LaRoche    | 189.00 |
| 2    | Jean-Marc Bacquin   | 189.00 |
| 3    | Kris Feddersen (en) | 180.00 |
| 4    | Didier Méda         | 177.00 |
| 5    | Trace Worthington   | 175.00 |

| Rang | Nom                | Points |
| ---- | ------------------ | ------ |
| 1    | Kirstie Marshall   | 103.00 |
| 2    | Colette Brand      | 91.00  |
| 3    | Marie Lindgren     | 83.00  |
| 4    | Elfie Simchen (de) | 81.00  |
| 5    | Hilde Synnøve Lid  | 67.00  |

### Ballet
Chez les femmes  la suisse Conny Kissling remporte les neuf premières épreuves avant de ne finir "que" seconde lors des deux dernières et conserve donc son titre haut la main, le troisième (consécutif) de la spécialité. Chez les hommes le titre se joue à trois athlètes qui trustent les onze premières places et la plupart des secondes : le norvégien et champion en titre Rune Kristiansen (de) (quatre victoires), le français Fabrice Becker (quatre victoires également) et l'américain Lane Spina (en) (trois victoires). Et c'est finalement Kristiansen qui l'emporte et conserve son titre.
| Rang | Nom                   | Points |
| ---- | --------------------- | ------ |
| 1    | Rune Kristiansen (de) | 195.00 |
| 2    | Fabrice Becker        | 191.00 |
| 3    | Lane Spina (en)       | 190.00 |
| 4    | Richard Pierce        | 185.00 |
| 5    | Roberto Franco (en)   | 172.00 |

| Rang | Nom                   | Points |
| ---- | --------------------- | ------ |
| 1    | Conny Kissling        | 96.00  |
| 2    | Sharon Petzold (en)   | 86.00  |
| 3    | Cathy Féchoz          | 73.00  |
| 4    | Annika Johansson (de) | 68.00  |
| 5    | Julia Snell           | 66.00  |

### Bosses
Les deux tenants du titre, l'américaine Donna Weinbrecht et le français Edgar Grospiron, remportent la compétition de ski de bosses pour la troisième fois consécutive. Weinbrecht domine assez largement la saison avec huit victoires et trois secondes places lors des onze courses. Sa dauphine Raphaëlle Monod remporte les trois courses restante. Grospiron remporte lui six victoires alors que son dauphin, Jean-Luc Brassard, n'en remporte aucune.
| Rang | Nom               | Points |
| ---- | ----------------- | ------ |
| 1    | Edgar Grospiron   | 198.00 |
| 2    | Jean-Luc Brassard | 189.00 |
| 3    | Olivier Allamand  | 184.00 |
| 4    | Nelson Carmichael | 176.00 |
| 5    | Youri Gilg        | 162.00 |

| Rang | Nom                       | Points |
| ---- | ------------------------- | ------ |
| 1    | Donna Weinbrecht          | 96.00  |
| 2    | Stine Lise Hattestad      | 84.00  |
| 3    | Raphaëlle Monod           | 93.00  |
| 4    | Birgit Stein-Keppler (de) | 69.00  |
| 5    | Tatjana Mittermayer       | 67.00  |

### Combiné
Chez les femmes la suisse Conny Kissling confirme sa suprématie en remportant son neuvième titre consécutif de manière éclatante : neuf victoires en onze épreuves et sur le podium des deux autres. Chez les hommes l’américain Trace Worthington obtient le même bilan, et remporte son premier titre.
| Rang | Nom               | Points |
| ---- | ----------------- | ------ |
| 1    | Trace Worthington | 120.00 |
| 2    | David Belhumeur   | 110.00 |
| 3    | Hugo Bonatti      | 107.00 |
| 4    | Bernard Brandt    | 46.00  |
| 5    | Éric Laboureix    | 43.00  |

| Rang | Nom              | Points |
| ---- | ---------------- | ------ |
| 1    | Conny Kissling   | 63.00  |
| 2    | Maja Schmid (pl) | 55.00  |
| 3    | Jilly Curry      | 55.00  |
| 4    | Katherina Kubenk | 43.00  |
| 5    | Kristean Porter  | 15.00  |

## Calendrier et podiums

### Hommes
| Date                                                 | Lieu                            | Épreuve  | Vainqueur             | Second                | Troisième             |
| ---------------------------------------------------- | ------------------------------- | -------- | --------------------- | --------------------- | --------------------- |
| 2 décembre 1991                                      | Tignes                          | Bosses   | Olivier Allamand      | Jean-Luc Brassard     | Edgar Grospiron       |
| 5 décembre 1991                                      | Tignes                          | Ballet   | Rune Kristiansen (de) | Roberto Franco (en)   | Richard Pierce        |
| 7 décembre 1991                                      | Tignes                          | Saut     | Jean-Marc Bacquin     | Philippe LaRoche      | Sébastien Foucras     |
| 7 décembre 1991                                      | Tignes                          | Combiné  | Éric Laboureix        | Trace Worthington     | Hugo Bonatti          |
| 10 décembre 1991                                     | Zermatt                         | Ballet   | Lane Spina (en)       | Rune Kristiansen (de) | Roberto Franco (en)   |
| 11 décembre 1991                                     | Zermatt                         | Saut     | Trace Worthington     | Eric Bergoust         | Philippe LaRoche      |
| 12 décembre 1991                                     | Zermatt                         | Bosses   | Jean-Luc Brassard     | Edgar Grospiron       | Nelson Carmichael     |
| 12 décembre 1991                                     | Zermatt                         | Combiné  | Trace Worthington     | Éric Laboureix        | David Belhumeur       |
| 15 décembre 1991                                     | Piancavallo                     | Saut     | Philippe LaRoche      | Didier Méda           | Jean-Marc Bacquin     |
| 16 décembre 1991                                     | Piancavallo                     | Ballet   | Rune Kristiansen (de) | Richard Pierce        | Lane Spina (en)       |
| 17 décembre 1991                                     | Piancavallo                     | Bosses   | Jörgen Pääjärvi (pl)  | Olivier Allamand      | Jean-Luc Brassard     |
| 17 décembre 1991                                     | Piancavallo                     | Combiné  | Trace Worthington     | Éric Laboureix        | Hugo Bonatti          |
| 21 décembre 1991                                     | Morzine                         | Bosses,  | Nelson Carmichael     | Jean-Luc Brassard     | Edgar Grospiron       |
| 10 janvier 1992                                      | Whistler Blackcomb              | Ballet   | Lane Spina (en)       | Richard Pierce        | Fabrice Becker        |
| 11 janvier 1992                                      | Whistler Blackcomb              | Bosses   | Edgar Grospiron       | Nelson Carmichael     | Chuck Martin (en)     |
| 12 janvier 1992                                      | Whistler Blackcomb              | Saut     | Philippe LaRoche      | Trace Worthington     | Kris Feddersen (en)   |
| 12 janvier 1992                                      | Whistler Blackcomb              | Combiné  | Trace Worthington     | Hugo Bonatti          | David Belhumeur       |
| 16 janvier 1992                                      | Breckenridge                    | Ballet   | Rune Kristiansen (de) | Youri Gilg            | Lane Spina (en)       |
| 17 janvier 1992                                      | Breckenridge                    | Ballet,  | Fabrice Becker        | Rune Kristiansen (de) | Lane Spina (en)       |
| 18 janvier 1992                                      | Breckenridge                    | Bosses   | Edgar Grospiron       | Youri Gilg            | Leif Persson          |
| 19 janvier 1992                                      | Breckenridge                    | Saut     | Eric Bergoust         | Didier Méda           | Kris Feddersen (en)   |
| 19 janvier 1992                                      | Breckenridge                    | Combiné  | Trace Worthington     | David Belhumeur       | Hugo Bonatti          |
| 23 janvier 1992                                      | Lake Placid                     | Ballet   | Lane Spina (en)       | Fabrice Becker        | Richard Pierce        |
| 24 janvier 1992                                      | Lake Placid                     | Bosses   | Nelson Carmichael     | Jean-Luc Brassard     | Lane Barrett (en)     |
| 25 janvier 1992                                      | Lake Placid                     | Saut     | Philippe LaRoche      | Kris Feddersen (en)   | Trace Worthington     |
| 25 janvier 1992                                      | Lake Placid                     | Combiné  | Trace Worthington     | David Belhumeur       | Bernard Brandt        |
| 31 janvier 1992                                      | Oberjoch                        | Ballet   | Fabrice Becker        | Richard Pierce        | Rune Kristiansen (de) |
| 1er février 1992                                     | Oberjoch                        | Bosses   | Edgar Grospiron       | Jean-Luc Brassard     | Frederic Ericksson    |
| 2 février 1992                                       | Oberjoch                        | Saut     | Philippe LaRoche      | Jean-Marc Bacquin     | Nicolas Fontaine      |
| 2 février 1992                                       | Oberjoch                        | Combiné  | David Belhumeur       | Trace Worthington     | Hugo Bonatti          |
| Jeux olympiques d'Albertville (9 au 16 février 1992) |                                 |          |                       |                       |                       |
| 28 février 1992                                      | Inawashiro                      | Ballet   | Fabrice Becker        | Rune Kristiansen (de) | Armin Weiß            |
| 29 février 1992                                      | Inawashiro                      | Bosses   | Edgar Grospiron       | Nelson Carmichael     | Olivier Allamand      |
| 1er mars 1992                                        | Inawashiro                      | Saut     | Jean-Marc Bacquin     | Didier Méda           | Kris Feddersen (en)   |
| 1er mars 1992                                        | Inawashiro                      | Combiné  | Trace Worthington     | David Belhumeur       | Hugo Bonatti          |
| 5 mars 1992                                          | Madarao                         | Saut,    | Trace Worthington     | Nicolas Fontaine      | Jean-Marc Bacquin     |
| 5 mars 1992                                          | Madarao                         | Combiné, | Trace Worthington     | Hugo Bonatti          | David Belhumeur       |
| 6 mars 1992                                          | Madarao                         | Ballet   | Rune Kristiansen (de) | Lane Spina (en)       | Fabrice Becker        |
| 7 mars 1992                                          | Madarao                         | Bosses   | Edgar Grospiron       | Nelson Carmichael     | Jean-Luc Brassard     |
| 1er mars 1992                                        | Madarao                         | Saut     | Didier Méda           | Nicolas Fontaine      | Dave Valenti          |
| 1er mars 1992                                        | Madarao                         | Combiné  | Trace Worthington     | Hugo Bonatti          | David Belhumeur       |
| 14 mars 1992                                         | Altenmarkt im Pongau-Zauchensee | Ballet   | Fabrice Becker        | Richard Pierce        | Dave Walker           |
| 13 mars 1992                                         | Altenmarkt im Pongau-Zauchensee | Bosses   | Edgar Grospiron       | Olivier Allamand      | Jean-Luc Brassard     |
| 14 mars 1992                                         | Altenmarkt im Pongau-Zauchensee | Saut     | Jean-Marc Bacquin     | Kris Feddersen (en)   | Philippe LaRoche      |
| 14 mars 1992                                         | Altenmarkt im Pongau-Zauchensee | Combiné  | Trace Worthington     | David Belhumeur       | Sergei Shupletsov     |

### Femmes
| Date                                                 | Lieu                            | Épreuve  | Vainqueur          | Second                | Troisième                 |
| ---------------------------------------------------- | ------------------------------- | -------- | ------------------ | --------------------- | ------------------------- |
| 5 décembre 1991                                      | Tignes                          | Ballet   | Conny Kissling     | Julia Snell           | Ellen Breen               |
| 6 décembre 1991                                      | Tignes                          | Bosses   | Donna Weinbrecht   | Stine Lise Hattestad  | Liz McIntyre              |
| 7 décembre 1991                                      | Tignes                          | Saut     | Kirstie Marshall   | Marie Lindgren        | Jilly Curry               |
| 7 décembre 1991                                      | Tignes                          | Combiné  | Conny Kissling     | Katherina Kubenk      | Jilly Curry               |
| 10 décembre 1991                                     | Zermatt                         | Ballet   | Conny Kissling     | Sharon Petzold (en)   | Jelena Batalowa (de)      |
| 11 décembre 1991                                     | Zermatt                         | Saut     | Elfie Simchen (de) | Lina Cheryazova       | Colette Brand             |
| 12 décembre 1991                                     | Zermatt                         | Bosses   | Raphaëlle Monod    | Donna Weinbrecht      | Stine Lise Hattestad      |
| 12 décembre 1991                                     | Zermatt                         | Combiné  | Conny Kissling     | Maja Schmid (pl)      | Katherina Kubenk          |
| 15 décembre 1991                                     | Piancavallo                     | Saut     | Kirstie Marshall   | Colette Brand         | Marie Lindgren            |
| 16 décembre 1991                                     | Piancavallo                     | Ballet   | Conny Kissling     | Sharon Petzold (en)   | Karen Hunter              |
| 17 décembre 1991                                     | Piancavallo                     | Bosses   | Donna Weinbrecht   | Stine Lise Hattestad  | Raphaëlle Monod           |
| 17 décembre 1991                                     | Piancavallo                     | Combiné  | Conny Kissling     | Maja Schmid (pl)      | Jilly Curry               |
| 21 décembre 1991                                     | Morzine                         | Bosses,  | Donna Weinbrecht   | Raphaëlle Monod       | Leelee Morrisson (pl)     |
| 10 janvier 1992                                      | Whistler Blackcomb              | Ballet   | Conny Kissling     | Cathy Féchoz          | Monika Kamber             |
| 11 janvier 1992                                      | Whistler Blackcomb              | Bosses   | Donna Weinbrecht   | Maggie Connor (en)    | Liz McIntyre              |
| 12 janvier 1992                                      | Whistler Blackcomb              | Saut     | Kirstie Marshall   | Elfie Simchen (de)    | Colette Brand             |
| 12 janvier 1992                                      | Whistler Blackcomb              | Combiné  | Katherina Kubenk   | Kylie Gill (en)       | Maja Schmid (pl)          |
| 16 janvier 1992                                      | Breckenridge                    | Ballet   | Conny Kissling     | Sharon Petzold (en)   | Karen Hunter              |
| 17 janvier 1992                                      | Breckenridge                    | Ballet,  | Conny Kissling     | Sharon Petzold (en)   | Cathy Féchoz              |
| 18 janvier 1992                                      | Breckenridge                    | Bosses   | Donna Weinbrecht   | Silvia Marciandi (it) | Stine Lise Hattestad      |
| 19 janvier 1992                                      | Breckenridge                    | Saut     | Kirstie Marshall   | Hilde Synnøve Lid     | Sue Michalski-Cagen (pl)  |
| 19 janvier 1992                                      | Breckenridge                    | Combiné  | Conny Kissling     | Jilly Curry           | Maja Schmid (pl)          |
| 16 janvier 1992                                      | Montréal                        | Saut     | Kirstie Marshall   | Marie Lindgren        | Colette Brand             |
| 23 janvier 1992                                      | Lake Placid                     | Ballet   | Conny Kissling     | Sharon Petzold (en)   | Annika Johansson (de)     |
| 24 janvier 1992                                      | Lake Placid                     | Bosses   | Donna Weinbrecht   | Raphaëlle Monod       | Birgit Stein-Keppler (de) |
| 25 janvier 1992                                      | Lake Placid                     | Saut     | Elfie Simchen (de) | Marie Lindgren        | Kristean Porter           |
| 25 janvier 1992                                      | Lake Placid                     | Combiné  | Maja Schmid (pl)   | Conny Kissling        | Kristean Porter           |
| 31 janvier 1992                                      | Oberjoch                        | Ballet   | Conny Kissling     | Sharon Petzold (en)   | Cathy Féchoz              |
| 1er février 1992                                     | Oberjoch                        | Bosses   | Donna Weinbrecht   | Stine Lise Hattestad  | Tatjana Mittermayer       |
| 2 février 1992                                       | Oberjoch                        | Saut     | Lina Cheryazova    | Kirstie Marshall      | Colette Brand             |
| 2 février 1992                                       | Oberjoch                        | Combiné  | Jilly Curry        | Maja Schmid (pl)      | Conny Kissling            |
| Jeux olympiques d'Albertville (9 au 16 février 1992) |                                 |          |                    |                       |                           |
| 28 février 1992                                      | Inawashiro                      | Ballet   | Conny Kissling     | Ellen Breen           | Julia Snell               |
| 29 février 1992                                      | Inawashiro                      | Bosses   | Donna Weinbrecht   | Stine Lise Hattestad  | Tatjana Mittermayer       |
| 1er mars 1992                                        | Inawashiro                      | Saut     | Nikki Stone        | Kirstie Marshall      | Colette Brand             |
| 1er mars 1992                                        | Inawashiro                      | Combiné  | Conny Kissling     | Jilly Curry           | Katherina Kubenk          |
| 5 mars 1992                                          | Madarao                         | Saut,    | Kirstie Marshall   | Nikki Stone           | Colette Brand             |
| 5 mars 1992                                          | Madarao                         | Combiné, | Conny Kissling     | Jilly Curry           | Maja Schmid (pl)          |
| 6 mars 1992                                          | Madarao                         | Ballet   | Julia Snell        | Conny Kissling        | Sharon Petzold (en)       |
| 7 mars 1992                                          | Madarao                         | Bosses   | Raphaëlle Monod    | Donna Weinbrecht      | Stine Lise Hattestad      |
| 1er mars 1992                                        | Madarao                         | Saut     | Elfie Simchen (de) | Nikki Stone           | Colette Brand             |
| 1er mars 1992                                        | Madarao                         | Combiné  | Maja Schmid (pl)   | Conny Kissling        | Jilly Curry               |
| 14 mars 1992                                         | Altenmarkt im Pongau-Zauchensee | Ballet   | Cathy Féchoz       | Conny Kissling        | Sharon Petzold (en)       |
| 13 mars 1992                                         | Altenmarkt im Pongau-Zauchensee | Bosses   | Raphaëlle Monod    | Donna Weinbrecht      | Stine Lise Hattestad      |
| 14 mars 1992                                         | Altenmarkt im Pongau-Zauchensee | Saut     | Marie Lindgren     | Karin Kuster          | Colette Brand             |
| 14 mars 1992                                         | Altenmarkt im Pongau-Zauchensee | Combiné  | Conny Kissling     | Jilly Curry           | Stacey Blumer (en)        |